# Династія Шан
Династія Шан (кит.: 商朝; піньїнь: Shāngcháo) — династія і держава в Китаї, що існувала в 1600—1046 до н. е. Заснована імператором Чен Тан у результаті перемоги племені Ся над племенем Шан. Інші назви — династія Інь (Їнь) (кит.: 殷朝; піньїнь: Yīncháo) або Шан-Інь (Шан-Їнь)(кит.: 商殷; піньїнь: Shāngyīn). Розташовувалася в землях на північ від виходу р. Хуанхе на Велику китайську рівнину. Шан є першим державним утворенням, реальність існування котрого підтверджена не лише археологічними знахідками, а й також епіграфічними письмовими довідками. Найдетальніше зображення історії Шан знаходиться в творі Сима Цяня «Історичні записки». У результаті розкопок були знайдені цзяґувень — ієрогліфічні написи на панцирах черепах і гадальних кістках тварин, а також бронзових, нефритових, керамічних, кам'яних виробах. Велике число знахідок було зроблено на території столиці Їньсюй (кит. 殷墟), котра була розташована в районі сучасного міста Аньян в провінції Хенань. Територія давнього міста внесена в список всесвітньої спадщини ЮНЕСКО. За легендою його було засновано володарем Пань-геном. Повалення династії відбулося внаслідок зловживань та неправедних дій останнього представника династії Чжоу-сіня.

## Культури, що передували династії Шан
Перші міста на берегах Хуанхе виникли в період Луншань (близько 3000 до н. е.). Зазвичай вони складалися із палацу володаря та кількох житлових кварталів. Посеред них були розташовані ремісничі майстерні, насамперед ливарні. Від ворогів місто захищали високі мури.
Літописи називають першою династією китайських володарів — династією Ся, засновану правителем Хуан-ді. Вона нібито правила 400 років. Ще один легендарний засновник китайської держави — Юй — нібито підкорив річки, збудувавши іригаційні канали та дамби для запобігання повеням.

## Утворення держави Шан
У 1562 році до нашої ери до того розрізнені китайські міста об'єднав володар міста Шан (або Шанцю) Чен Тан. За однією з версій його династія була пов'язана з культурою Ерлінган, точніше перша столиця династії — Бо (亳), яке неодноразово згадуються в більш пізніх письмових джерелах.
Підкоривши сусідів, Чен Тан поквапився перенести столицю до іншого міста. А нащадки першого царя і там не затрималися. Столицю змінювали ще кілька разів. Вочевидь, на початку існування китайської держави кілька міст сперечалися за першість між собою, а володарі використовували це «змагання» для зміцнення своєї влади. Поступово китайська держава перетворилася на справжню деспотію. Китайські царі, в розпорядженні яких були численні чиновники, військо та в'язниці для непокірних, стверджували, що їхні піддані — це їхня власність, така сама, як і худоба.
Щоправда, погоджувалися з цим не всі та не завжди. Коли цар Пань Ген вирішив заснувати нову столицю на протилежному березі Хуанхе, проти цього виступили і прості люди, і наближені до володаря чиновники. Але цар наполіг на своєму. Зведене за його наказом місто перевершило за величчю і красою усі попереді столиці. Називали його Інь, або — на згадку про засновника династії — «велике місто Шан». Саме тому династію перших китайських володарів іноді іменують Шан, а іноді — Інь.
Царський двір відтоді не «мандрував» країною. Проте піднесення держави невдовзі змінилося занепадом. Перекази називають винуватцем дивакуватого царя Ді Сіня. Цей володар уславився неймовірною силою — казали, що він голіруч приборкував диких звірів. Та ще більше він був відомий божевільними примхами. Ді Сінь змусив оголосити його «небесним правителем», наказав збудувати вежу, вищу за хмари, пиячив, спостерігаючи, як слуги тонуть у виритих за його розпорядженням «винних озерах», вигадував усе нові й нові способи страти непокірних.

## Життя селян
Тогочасні селяни вирощували просо, пшеницю, рис, а також тутові дерева для розведення шовкопрядів і виробництва шовку. Вони розводили велику рогату худобу, овець, собак і курей. Кіньми орали ниви, запрягали їх до возів і колісниць. Населення династії Шан замість грошей спочатку використовувало коштовні черепашки каурі, а відтак — бронзу. ЇЇ, а також нефрит, чудово обробляли китайські майстри. Тогочасні люди вшановували своїх предків і зчаста перед ухваленням важливих рішень вдавались до віщунів. Шовк із ниток шовкопряда почали виробляти близько 2690 р. до н. е. за імператриці Лей Цзу. Коштовна тканина цінувалась настільки, що іноді використовувалась замість грошей, технологія її виробництва зберігалась у таємниці упродовж 3000 років.

## Китайська писемність
Близько 1600 до н. е. було винайдено ранню форму китайської каліграфії — малюнкове письмо, в якому кожний знак означав ціле слово. Сучасна китайська писемність походить від цієї давньої її форми.

## Воїни династії Шан
Воїни Шан воювали у важких обладунках, зроблених з бамбука і дерева з підшитою тканиною. Давні китайці були войовничі, між племенами існувала кривава помста. Утворення централізованих держав, як-от Шан, поклало край багатьом суперечкам.

## Бронза та вироби з неї
Династія Шан стала могутньою, бо її майстри навчилися обробляти бронзу, з якої можна було робити знаряддя праці, домашнє начиння та зброю. Бронза також використовувалась для виготовлення прикрас, релігійних атрибутів і творів мистецтва.

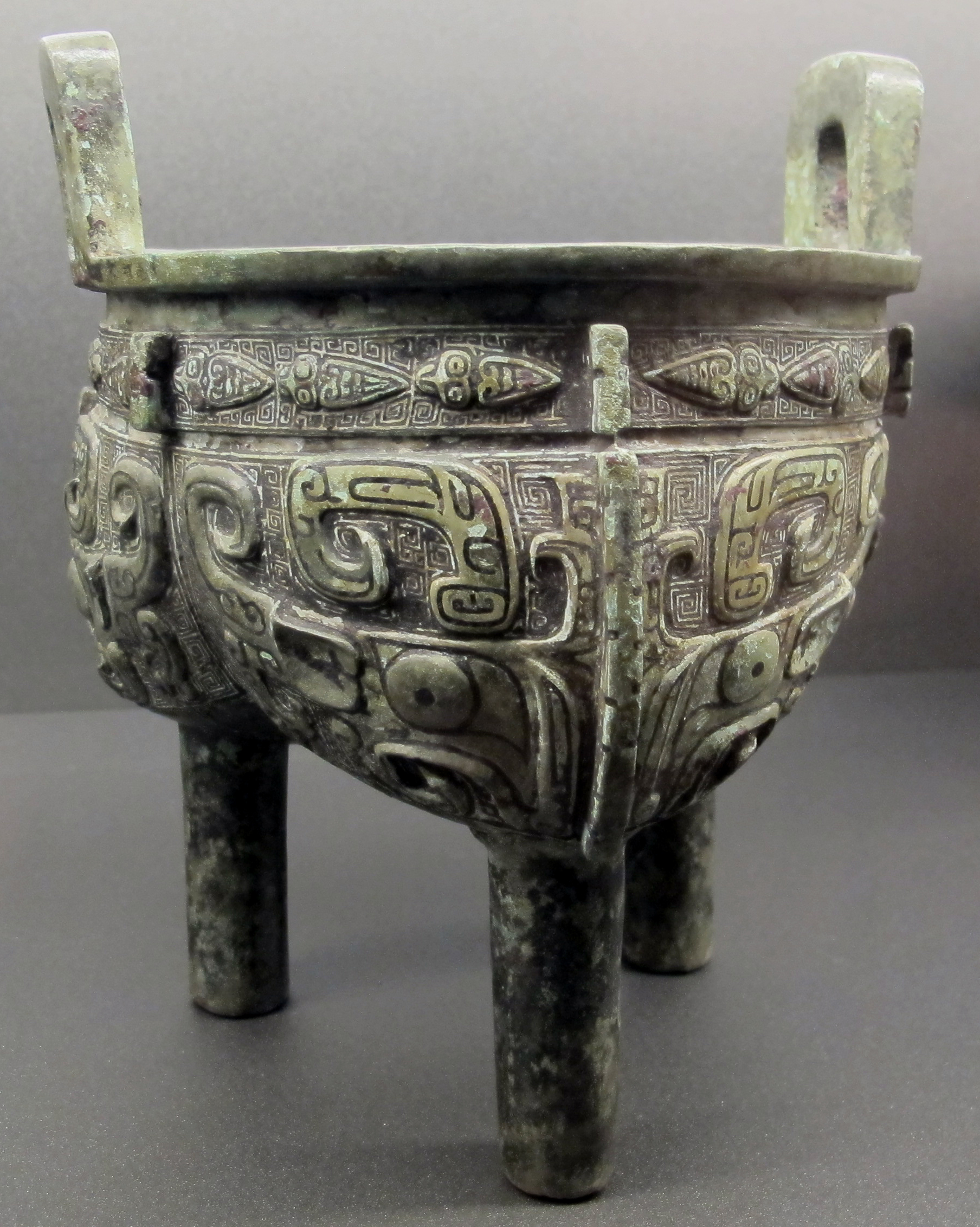
Бронзовий триногий казан. 12-11 ст. до н.е.
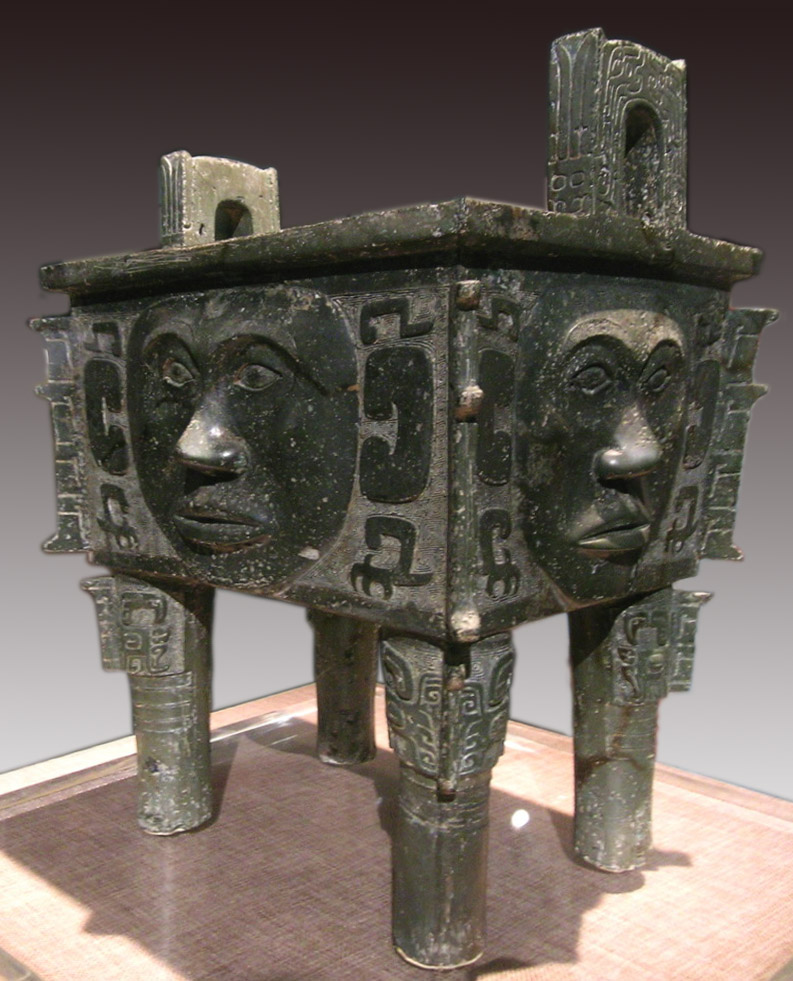
Бронзовий квадратний казан з людськими обличчями. 11 ст. до н.е. Музей провінції Хунань.
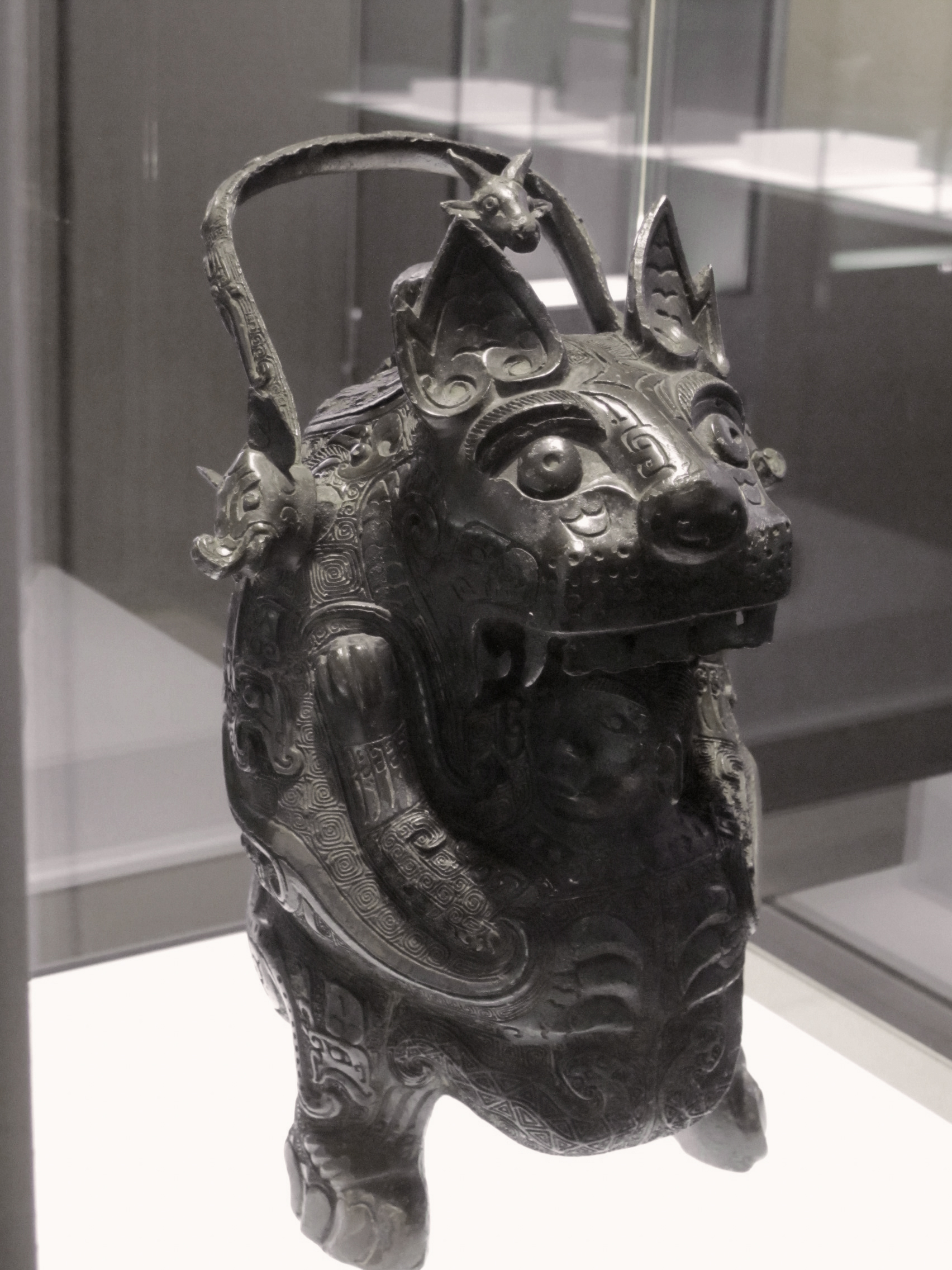
«Тигриця». Посудина для зберігання напоїв. 11 ст. до н.е. Музей Чернускі. Париж.
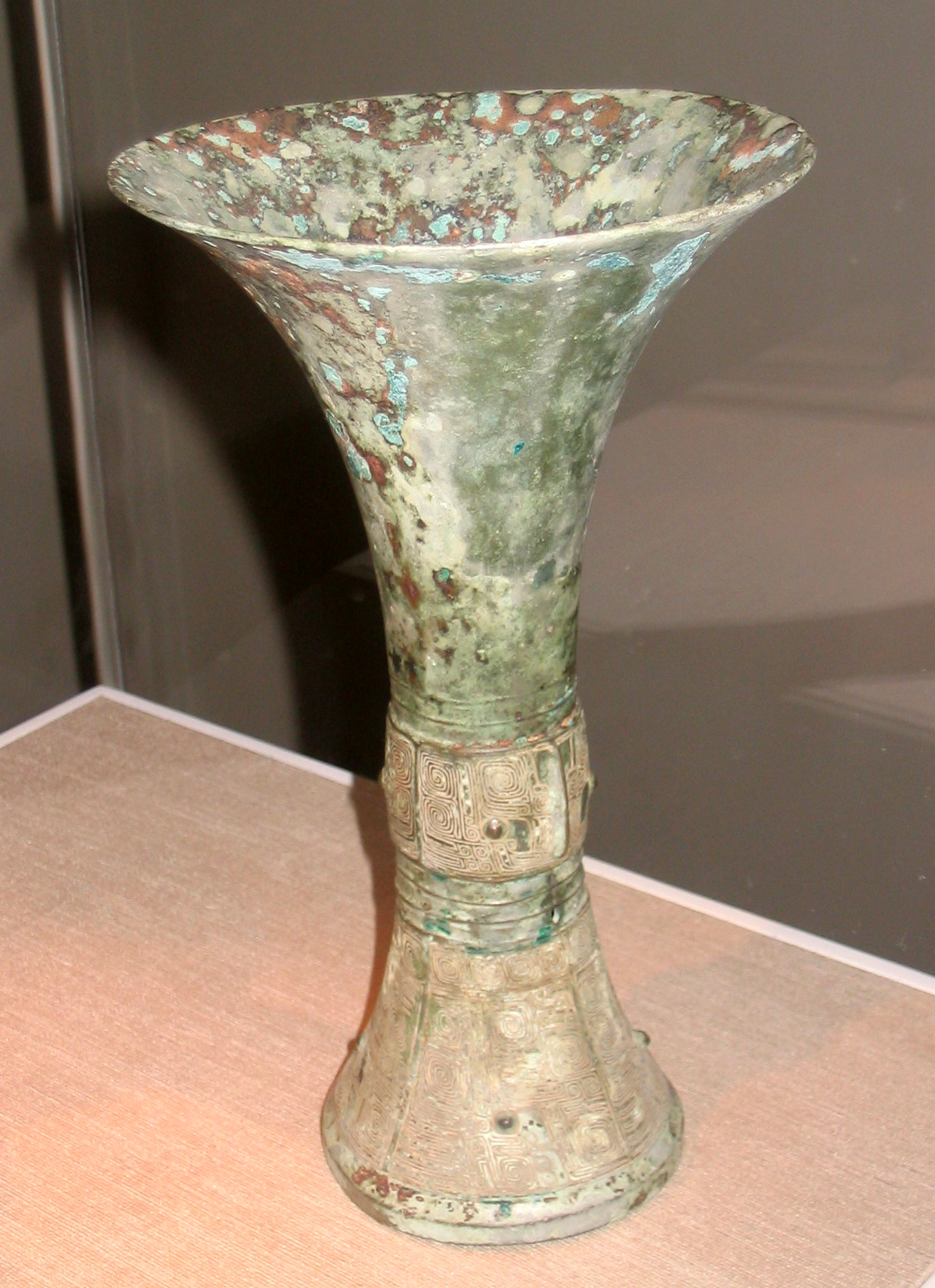
Бронзовий ритуальний посуд для вина. 12-11 ст. до н.е. Галерея Саклера. Вашингтон.

## Загибель держави Шан
У 1027 року до нашої ери Ді Сінь вчергове збільшив податки і данину з підкорених племен. Роздратовані піддані повстали. Очолив повстання У-ван — ватажок племені чжоу. Допомагали У-вану і мешканці столиці. У вирішальній битві на рівнині Мує царське військо зазнало поразки і склало зброю, а володар з відчаю вкоротив собі віку. Повстанці захопили столицю.
На престол звели сина загиблого. Але коли той відмовився слухати переможців, його теж позбавили трону і безжально вбили. Родичів царя виселили до віддаленої землі, де вони працювали, як звичайні селяни, а може, навіть і як раби.